# Euro-Schulen-Organisation
Die ESO Education Group ist ein deutscher Anbieter von Bildungsdienstleistungen in Stockstadt am Main mit rund 120 angeschlossenen Einrichtungen in Deutschland. Das Unternehmen erwirtschaftete im Geschäftsjahr 2020 einen Jahresüberschuss in Höhe von 52.925,80 €.

## Unternehmensgeschichte
Die ESO Education Group geht auf den französischen Sprachwissenschaftler Pierre Semidei (1940–2009) zurück, der 1966 in Aschaffenburg die erste Euro-Schule gründete.
In den folgenden Jahrzehnten expandierte die Organisation und firmierte als „Qualitätsgemeinschaft Euro Schulen-Organisation“. Die „Qualitätsgemeinschaft“ repräsentierte den Gedanken, als Zusammenschluss privater Bildungsträger gemeinsame Qualitätsstandards umzusetzen. Heute setzt die ESO Education Group nach Unternehmensangaben unter anderem Qualitätsstandards nach DIN EN ISO 9001 (Qualitätsmanagement) und DIN EN ISO 14001 (Umweltmanagement) um. Außerdem sind die Bildungsanbieter an AZAV zugelassen.
Es gibt unternehmensseitig keine klaren Angaben, inwieweit die ESO Zusammenschluss selbstständiger Unternehmen ist und inwieweit einzelne Bildungseinrichtungen dem Unternehmen gehören. Von einzelnen Einrichtungen ist aber bekannt, dass sie von der ESO übernommen wurden (so z. B. bei der International School of Management im Jahr 1998 oder bei der Hamburger Fremdsprachen- und Wirtschaftsschule).
Einige der rund 60 in Deutschland mit dem Begriff „Euro-Schulen“ operierenden Gesellschaften (in der Regel Regionalgesellschaften) firmieren als „gemeinnützig“. Inhaberin der Markenrechte ist die Euro-Schulen-Organisation GmbH.

## Unternehmenstätigkeit
Unternehmensgegenstand der ESO Education Group ist unter anderem die „Schulungstätigkeit im [sic!] betriebswirtschaftlichen, sprachlichen, bürotechnischen und gewerblich technischen, medizinalen, sozialen und EDV-Bereich“.
Die Tätigkeit der ESO konzentriert sich auf die Tätigkeitsfelder
- Vorschule und Schule
- Berufliche Ausbildung: 120 Berufsfachschulen, Fachschulen und Fachakademien, darunter 36 so genannte Euro Akademien, mit staatlich anerkannten Abschlüssen in den Bereichen „Wirtschaft und Management“, „Fremdsprachen und Internationales“, „Pädagogik und Soziales“, sowie „Gesundheit und Pflege“. Ergänzende Abschlüsse, etwa der ESA, sowie Aufbaustudiengänge mit Bachelorabschluss sind möglich.
- Studium: private Hochschulen in Deutschland (Munich Business School, International School of Management an sieben Standorten, IT-Center Dortmund, ISM-Fernstudium) sowie ISM Slovakia in Prešov
- Berufliche Fort- und Weiterbildung
- Personaldienstleistungen: Unter anderem Betrieb einer eigenen Vermittlungsplattform im Internet: www.esojob.de
- Bildungsnahe Dienstleistungen wie z. B. Übersetzungen oder Verlagswesen.

Für Unternehmen werden neben Weiterbildungen auch ergänzende Dienstleistungen wie „Azubimanagement“ oder betriebliche Kindertagesstätten angeboten.

## Marken
Zur ESO Education Group gehören folgende Bildungsmarken:
Hochschulen und Business Schools
- ISM International School of Management
- Munich Business School
- ISM Academy
- ISM-Fernstudium
- ITC IT-Center Dortmund

Akademien und Berufsfachschulen
- Euro Akademie
- WDS Würzburger Dolmetscherschule
- ZAW Zentrum für Aus- und Weiterbildung

Schulen
- Euro-Schulen
- EBW Euro-Bildungswerk
- Euro-Train

Kitas
- Kita Adlerküken, Berlin
- Kita Waldräuber, Berlin

Ehemalige Marken
- IBS International Business School
- EBC Hochschule
- Kita Traumzauberbaum, Bitterfeld-Wolfen

Ehemalige Schulen
- Privatgymnasium Iserlohn